# Maria Salvatori
Maria Salvatori (morta el 1647 a Castelnuovo, Itàlia) també coneguda com "La Mercuria", va ser una dona acusada de bruixeria i culte a Satanàs.
El 26 d'octubre de 1646 va ser arrestada i acusada d'artesania de bruixes. Havia estat sospitosa de fetillera durant molt de temps. Va ser acusada de no empassar-se el pa sacramental a l'eucaristia, sinó que el guardava per a la bruixeria. També va ser acusada d'haver causat que d'embruixar a la Marquesa Bevilacqua amb l'ús d'encanteris. Durant la tortura a la que se la va sotmetre, va assenyalar a la vídua Domenica Camelli i la seva filla, Lucia Caveden, com a bruixes. Salvatori va afirmar que utilitzaven Lucia perquè fes els encanteris sobre la marquesa. Ella va mencionar també que Delaito Cavaleri era un nigromant i un adorador de Satanàs.